# Josepa Domènica Català de Valeriola
Josepa Domènica Català de Valeriola i Luxan, més coneguda pel seu títol nobiliari de més rang, el de duquessa d'Almodóvar (València 1 de novembre de 1764 - 6 de febrer de 1814) fou una aristòcrata valenciana posseïdora de nombrosos títols nobiliaris, i tingué la dignitat de Grandesa d'Espanya.

## Biografia
Josepa Domènica era filla de Vicent Català de Valeriola i Centelles-Castellví († 9 d'abril de 1766) i de Rafaela Luján y Góngora († 21 d'abril de 1766). Amb la mort primerenca dels seus pares, la seua àvia Ana Antonia Menéndez y Sandoval, comtessa de Canalejas, se'n va fer càrrec d'ella fins que va morir el 22 d'abril de 1776. Després, el tutor de Josepa Domènica passà a ser un oncle seu, Pedro Francisco Suárez de Góngora, llavors marqués d'Almodóvar, i des del 1780, duc. A la mort d'aquest darrer l'any 1794, Josepa n'heretà el títol i esdevingué duquessa d'Almodóvar, i rere la mort d'un altre oncle, Joaquim Antoni de Castellví i Idiáquez, el 8 de març del 1800, heretà els comtats de l'Alcúdia i de Xestalgar, les baronies d'Estivella, Xaló i Llíber, i el senyoriu de Gata, entre altres possessions i títols. Cal dir que aquesta dona descendia dels més importants llinatges nobiliaris valencians: els Català de Valeriola, Centelles, Montpalau, Castellví, Montsoriu o Escrivà d'Íxer, i de llinatges italians com els Mussefi, originari de la ciutat italiana de Lodi. De fet, tingué possessions per Castella, Andalusia, Itàlia, França i fins i tot, al Perú.
Es va casar a Madrid el 15 de setembre de 1782 amb Benito Osorio y Lasso de la Vega, però set anys després, el matrimoni s'anul·là (28 de juliol de 1789) i Josepa Domènica ja no es va tornar a casar. La seua vida va transcórrer entre Madrid i València, i el contacte directe amb els seus dominis valencians va ser més aviat escàs.
Sense fills, el 19 d'octubre de 1804, atorgava testament en favor de la seua ànima com a única hereua legítima i universal. El seu testament deixava palés que, en sufragi de la seua ànima i redenció dels seus pecats, concedia dotacions en metàl·lic per als òrfens que contragueren matrimoni, i ordenava que amb els fons existents o produïts pels seus béns, es constituïren escoles d'ensenyament primari a Estivella, Xestalgar, Sot de Xera, Xaló, Llíber i Gata, pobles que havien pertanygut a la seua jurisdicció. La duquessa d'Almodóvar va morir el 6 de febrer del 1814, i tres dies més tard començà a funcionar la testamentaria, que esdevingué una institució benèfica de caràcter privat, de la qual s'encarregaren els administradors, amb l'assistència dels rectors de cada poble.
Està soterrada a la capella de Sant Antoni de la Catedral de València i el seu fons documental es troba a l'Arxiu de la Diputació de València.